# Conostigmus dimorphus
Conostigmus dimorphus is een vliesvleugelig insect uit de familie van de Megaspilidae. De wetenschappelijke naam van de soort is voor het eerst geldig gepubliceerd in 1905 door Kieffer.